# タンペレ
タンペレ（フィンランド語: Tampere: フィンランド語発音: [ˈtɑmpere] ( 音声ファイル)）は、フィンランド共和国ピルカンマー県の都市。タンペレ郡に属する。スウェーデン語ではタンメルフォシュ（Tammerfors, [tɑmːærˈforsː] ( 音声ファイル)）と称する。語源は古スウェーデン語のdamber（ダム）＋fors（急流）。タンペレは北欧諸国の内陸部で最も人口の多い都市であり、都市部の人口は約24万人である。

## 歴史

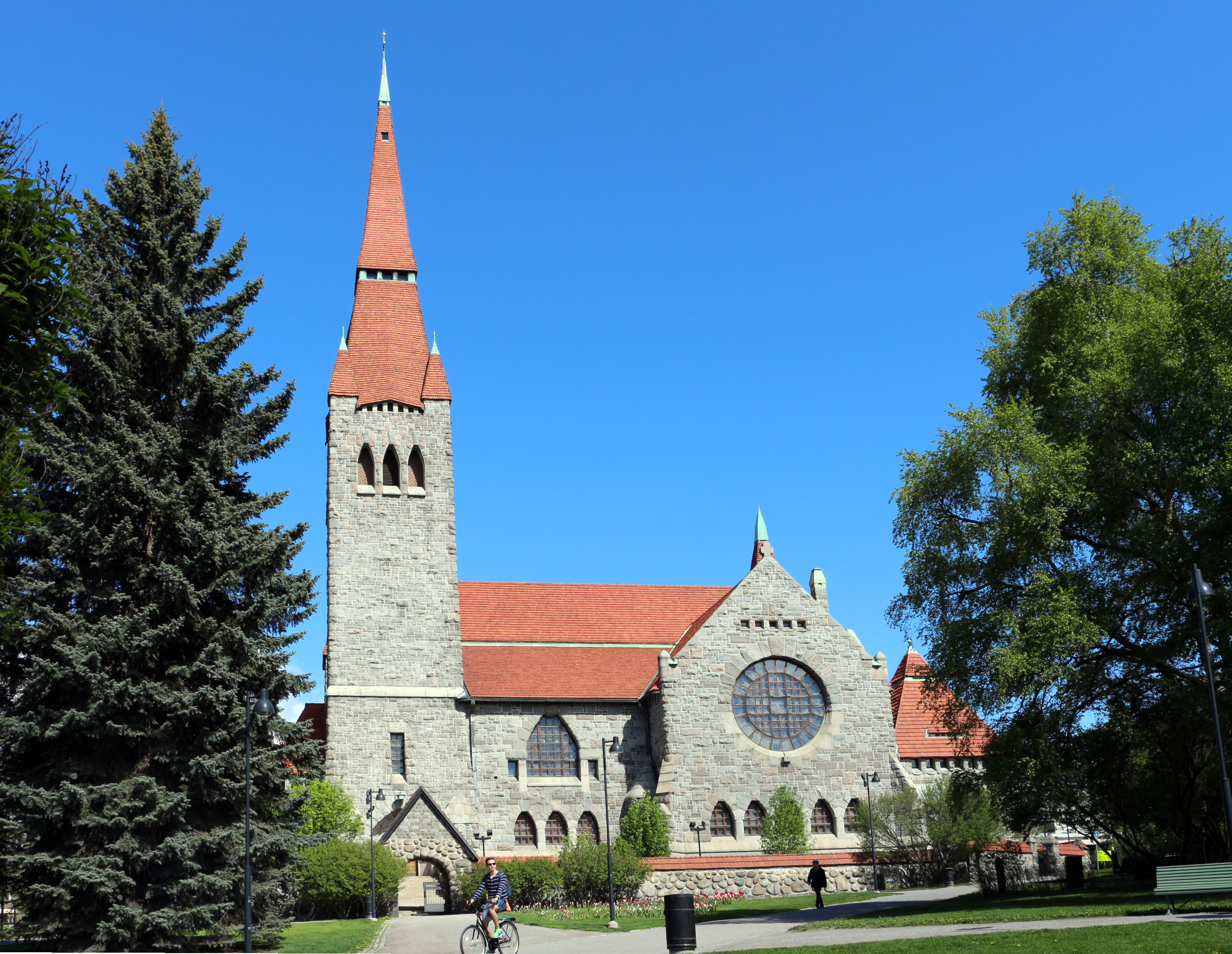
タンペレ大聖堂

18世紀後半、スウェーデン王のグスタフ3世のもとで建設された。フィンランドが帝政ロシアの支配下に入ったのちは、紡績業などを中心として工業が発達した。1876年には鉄道も開通している。工業化にともなって労働者の数も年々増加し、フィンランドにおける労働運動、そして社会主義・共産主義運動の中心地であった。レーニンが最初にスターリンに出会ったのがタンペレであったなど、ソビエト連邦の歴史ともつながりが深い。世界で唯一のタンペレ・レーニン博物館がある。1917年には亡命中のレーニンがこの地で『国家と革命』を執筆している。1918年に勃発したフィンランド内戦で最大の戦いであるタンペレの戦いが、この都市で起こった。
第二次世界大戦後には周辺地域を編入合併することで自治体域を拡大させており、1947年にはMessukyläが、1950年にはLielahtiが、1966年にはAitolahtiが、1972年にはTeiskoがタンペレに吸収された。この時期までは繊維産業や金属産業で知られていたが、1990年代には情報技術産業や電気通信産業がとってかわった。Hervantaにある技術センターにはこれらの企業の本部が多く置かれている。

## 地理

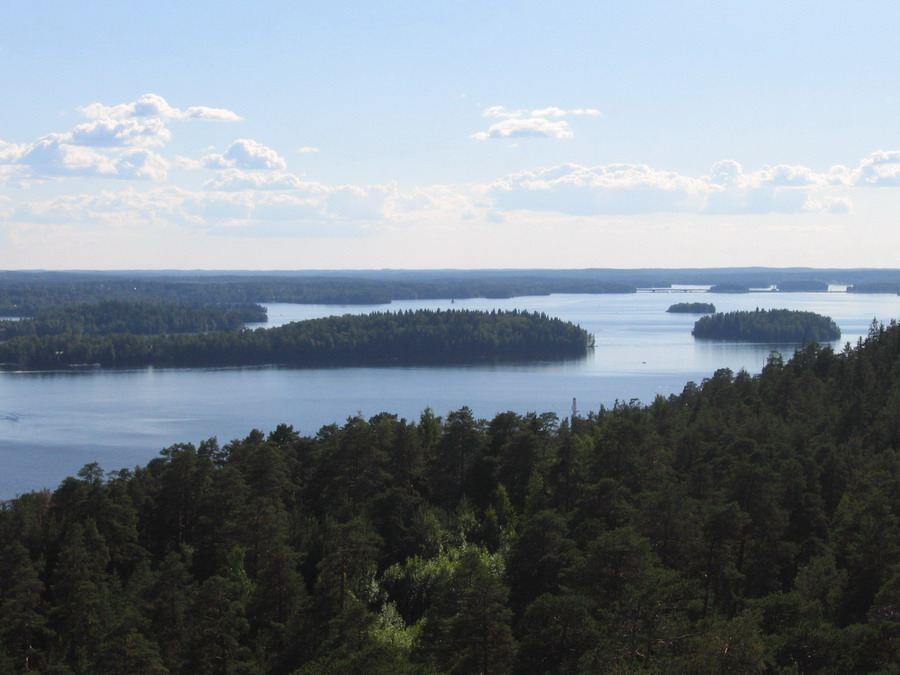
ピュハ湖

タンペレはピルカンマー県の県庁所在地であり、2010年まではトゥルクを州都とする西スオミ州に属していた。隣接する自治体としては、カンガサラ、レンパーラ、ノキア、オリヴェシ, ピルッカラ、ルオヴェシ、ユロヤルヴィがある。
北欧諸国の内陸部ではもっとも人口の多い町である。2011年の自治体人口は223,292人であり、都市的地域の人口は330,711人であり、タンペレ都市圏の人口は364,000人（人口密度は4,977人/km2）である。都市的地域の人口ではヘルシンキに次いでフィンランド第2位であり、自治体人口ではヘルシンキとエスポーに次いで第3位である。ヘルシンキ都市圏の外側ではフィンランドでもっとも人口の多い地域であり、中部フィンランドにおける経済的・文化的な中心地である。タンペレ市立図書館の階下にはムーミン谷博物館があり、トーベ・ヤンソンの作品『ムーミン』の関連品が展示されている。南約160kmの距離にヘルシンキがあり、鉄道では1.5時間、車では2時間で訪れることができる。トゥルクまでもほぼ等距離である。
タンペレの町はネシ湖とピュハ湖に挟まれている。ネシ湖の標高は95m、ピュハ湖の標高は77mであり、両者を結ぶタンメルコスキ川で水力発電を行うことでタンペレに産業が発達した。製紙、皮革、繊維産業などが発展していたが、近年は、ノキア (NOKIA) などのIT産業やITを活用した機械工業が主要産業。タンペレは「フィンランドのマンチェスター」とも呼ばれる。

### 気候
タンペレは湿潤大陸性気候と亜寒帯気候の境界に位置し、ケッペンの気候区分ではDfbまたはDfcとなる。冬季は寒く、11月から3月の平均気温は摂氏0度を下回る。夏季は穏やかである。11月下旬から4月上旬まで、4か月から5か月にわたって降雪がある。
| タンペレ(1981–2010)の気候                               | タンペレ(1981–2010)の気候 | タンペレ(1981–2010)の気候 | タンペレ(1981–2010)の気候 | タンペレ(1981–2010)の気候 | タンペレ(1981–2010)の気候 | タンペレ(1981–2010)の気候 | タンペレ(1981–2010)の気候 | タンペレ(1981–2010)の気候 | タンペレ(1981–2010)の気候 | タンペレ(1981–2010)の気候 | タンペレ(1981–2010)の気候 | タンペレ(1981–2010)の気候 | タンペレ(1981–2010)の気候 |
| 月                                                      | 1月                       | 2月                       | 3月                       | 4月                       | 5月                       | 6月                       | 7月                       | 8月                       | 9月                       | 10月                      | 11月                      | 12月                      | 年                        |
| ------------------------------------------------------- | ------------------------- | ------------------------- | ------------------------- | ------------------------- | ------------------------- | ------------------------- | ------------------------- | ------------------------- | ------------------------- | ------------------------- | ------------------------- | ------------------------- | ------------------------- |
| 最高気温記録 °C （°F）                                  | 8.0 (46.4)                | 9.4 (48.9)                | 14.9 (58.8)               | 24.2 (75.6)               | 28.4 (83.1)               | 31.7 (89.1)               | 33.1 (91.6)               | 32.1 (89.8)               | 24.8 (76.6)               | 18.4 (65.1)               | 11.1 (52)                 | 9.6 (49.3)                | 32.5 (90.5)               |
| 平均最高気温 °C （°F）                                  | −3.4 (25.9)               | −3.5 (25.7)               | 1.2 (34.2)                | 8.2 (46.8)                | 15.4 (59.7)               | 19.5 (67.1)               | 22.2 (72)                 | 19.9 (67.8)               | 14.0 (57.2)               | 7.5 (45.5)                | 1.5 (34.7)                | −1.9 (28.6)               | 8.4 (47.1)                |
| 日平均気温 °C （°F）                                    | −6.4 (20.5)               | −6.9 (19.6)               | −2.8 (27)                 | 3.3 (37.9)                | 9.7 (49.5)                | 14.1 (57.4)               | 16.9 (62.4)               | 15.0 (59)                 | 9.8 (49.6)                | 4.6 (40.3)                | −0.6 (30.9)               | −4.5 (23.9)               | 4.4 (39.9)                |
| 平均最低気温 °C （°F）                                  | −9.7 (14.5)               | −10.6 (12.9)              | −6.6 (20.1)               | −1.3 (29.7)               | 3.8 (38.8)                | 8.6 (47.5)                | 11.7 (53.1)               | 10.4 (50.7)               | 5.9 (42.6)                | 1.9 (35.4)                | −3.0 (26.6)               | −7.6 (18.3)               | 0.3 (32.5)                |
| 最低気温記録 °C （°F）                                  | −37.0 (−34.6)             | −36.8 (−34.2)             | −29.6 (−21.3)             | −19.6 (−3.3)              | −7.3 (18.9)               | −2.8 (27)                 | 1.8 (35.2)                | −0.4 (31.3)               | −6.7 (19.9)               | −14.8 (5.4)               | −22.5 (−8.5)              | −34.2 (−29.6)             | −37.0 (−34.6)             |
| 降水量 mm （inch）                                      | 41 (1.61)                 | 29 (1.14)                 | 31 (1.22)                 | 32 (1.26)                 | 41 (1.61)                 | 66 (2.6)                  | 75 (2.95)                 | 72 (2.83)                 | 58 (2.28)                 | 60 (2.36)                 | 51 (2.01)                 | 42 (1.65)                 | 598 (23.54)               |
| 平均降水日数 （≥0.1 mm）                                | 22                        | 18                        | 16                        | 12                        | 12                        | 13                        | 15                        | 15                        | 14                        | 17                        | 21                        | 22                        | 197                       |
| % 湿度                                                  | 90                        | 87                        | 82                        | 70                        | 63                        | 66                        | 69                        | 76                        | 82                        | 87                        | 91                        | 92                        | 80                        |
| 出典1：FMI climatological normals for Finland 1981-2010 |                           |                           |                           |                           |                           |                           |                           |                           |                           |                           |                           |                           |                           |
| 出典2：record highs and lows                            |                           |                           |                           |                           |                           |                           |                           |                           |                           |                           |                           |                           |                           |

### 人口
| タンペレの人口推移 1815－2020 |
|                               |
| TAMPERE City Population       |

## 政治
2007年には新しい政治制度への切り替えが行われ、以後はタンペレ市議会によって1人の市長と4人の副市長が2年ごとに選出されている。在任中の市長は市議会に1議席を有する。2007年には国民連合党のティモ・P・ニエミネンが新市長に就任した。2009年にはニエミネンが再選され、2013年まで市長を務めた。2013年には国民連合党のアンナ＝カイサ・イコネンが市長に就任した。2017年にはフィンランド社会民主党のラウリ・リリが新市長に就任した。
| 歴代タンペレ市長 | 歴代タンペレ市長 | 歴代タンペレ市長         | 歴代タンペレ市長       |
| 就任年           | 退任年           | 名前                     | 政党                   |
| ---------------- | ---------------- | ------------------------ | ---------------------- |
| 1929             | 1943             | Kaarle Nordlund          |                        |
| 1943             | 1957             | Sulo Typpö               |                        |
| 1957             | 1969             | Erkki Lindfors           |                        |
| 1969             | 1985             | ペッカ・パーヴォラ       | フィンランド社会民主党 |
| 1985             | 2007             | ヤルモ・ランタネン       | フィンランド社会民主党 |
| 2007             | 2013             | ティモ・P・ニエミネン    | 国民連合党             |
| 2013             | 2017             | アンナ＝カイサ・イコネン | 国民連合党             |
| 2017             | 2021             | ラウリ・リリ             | フィンランド社会民主党 |
| 2021             | 在職中           | アンナ＝カイサ・イコネン | 国民連合党             |

## 社会

### 教育

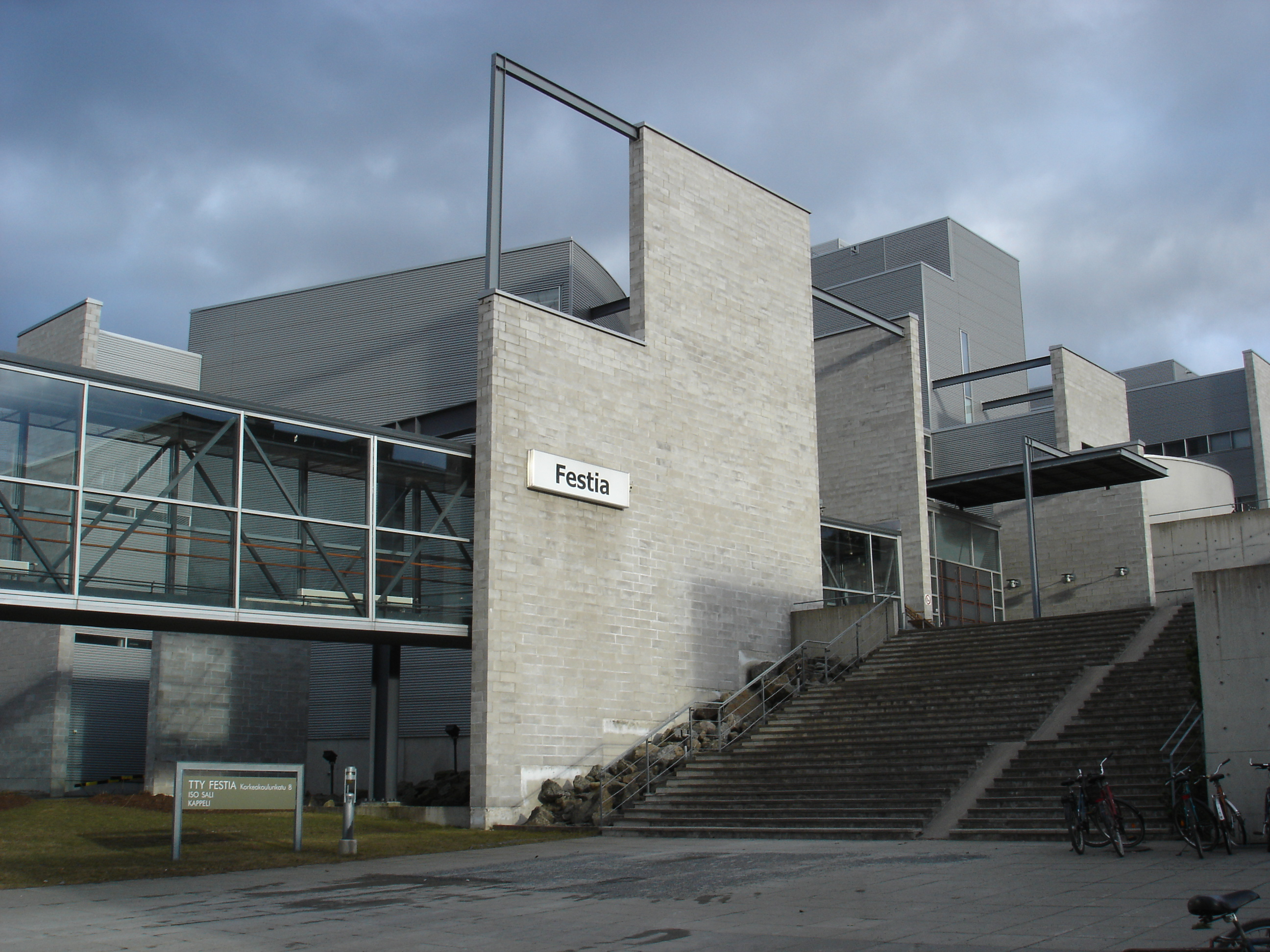
タンペレ工科大学

タンペレ周辺には2つの大学と2つの工科大学(フィンランド語: ammattikorkeakoulu)があり、4機関を合わせて4万人の学生を抱えている。タンペレ大学(UTA)は市街地中心部に隣接しており、16,000人以上の学生を有する。タンペレ工科大学(TUT)はHervanta地区にあり、12,000人以上の学生を有する。タンペレ応用科学大学は約10,000人の学生を有し、最後のひとつはフィンランド警察学校である。

### 交通

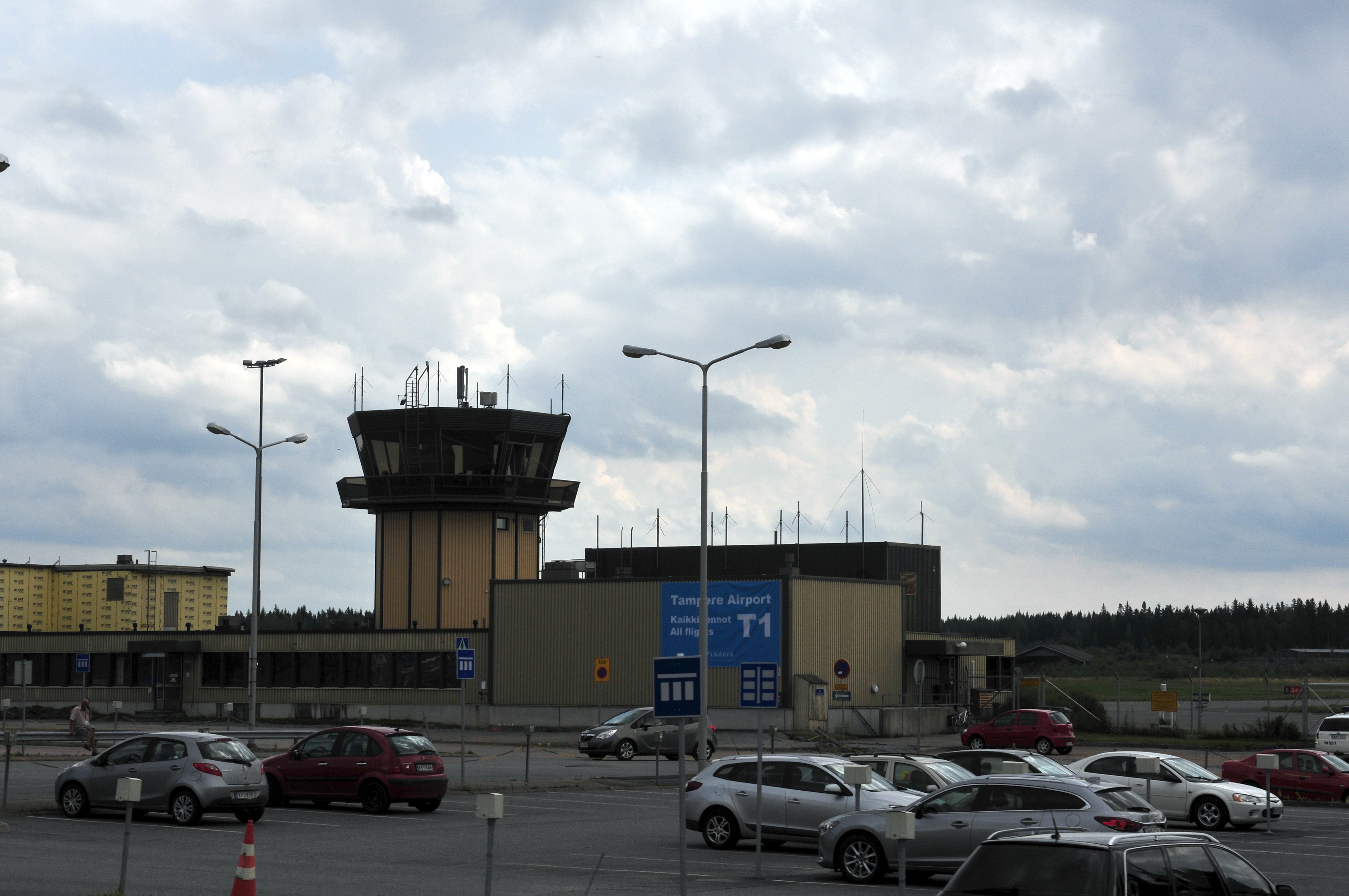
タンペレ＝ピルッカラ空港

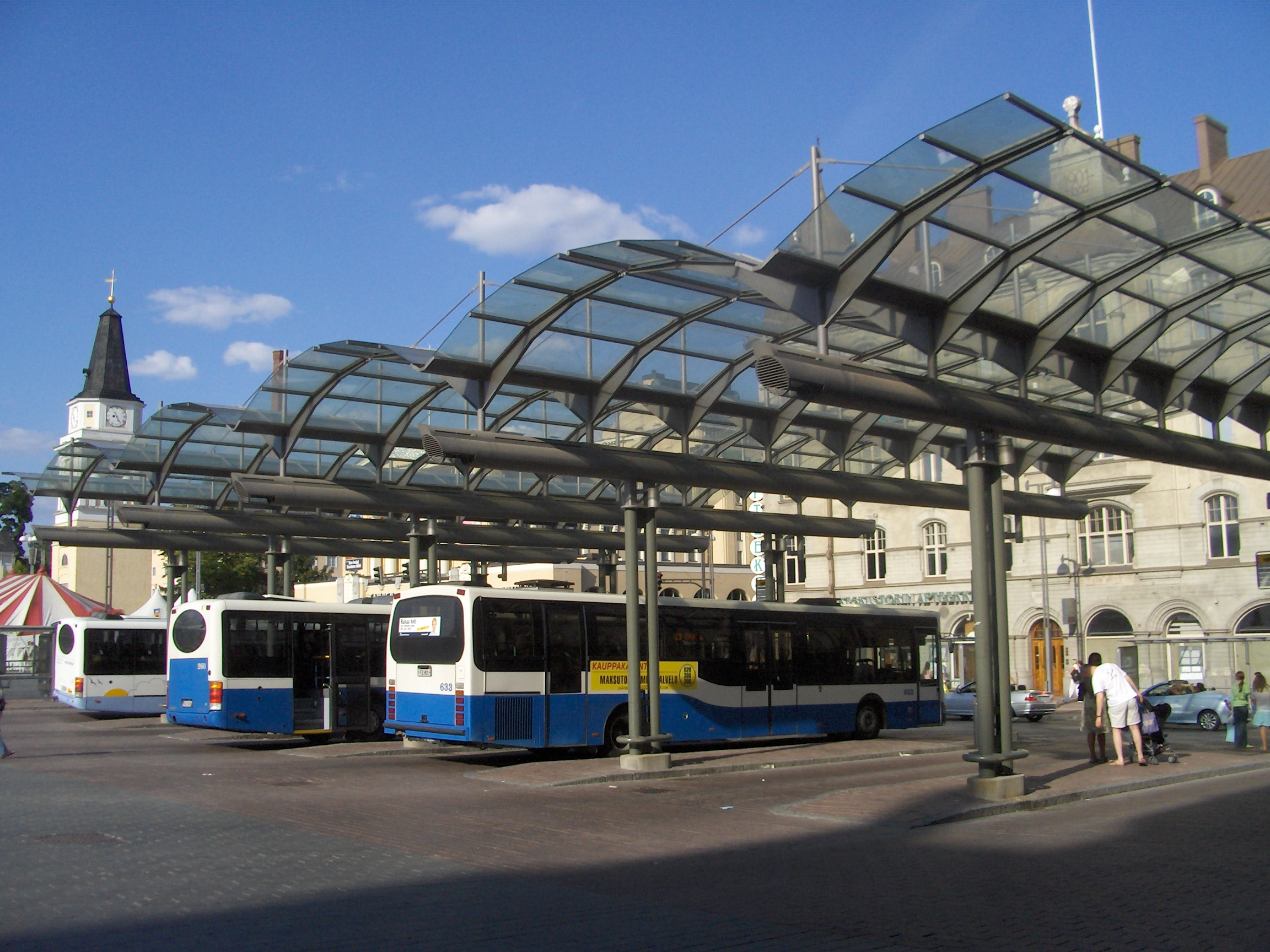
中央広場のバスターミナル

タンペレはフィンランドの鉄道における重要な拠点であり、ヘルシンキ、トゥルク、トゥルク港、オウル、ユヴァスキュラ、ポリなどに対して直通する路線がある。タンペレ駅は市街地の中心部に位置しており、フィンランドの各都市に向かうバスターミナルも存在する。タンペレから13km南西のピルッカラにはタンペレ＝ピルッカラ空港がある。フィンランドで3番目に利用者数の多い空港であり、2016年には208,930人がこの空港を利用した。
今日のタンペレ市内の公共交通手段はバスのみであるが、1948年から1976年にはフィンランド最大のトロリーバスの路線網を有していた。2017年時点ではバス路線を置き換えるタンペレ・ライトレールの建設が進められている。

### 宗教
フィンランド国民の大半と同様に、タンペレ市民はフィンランド福音ルター派教会に属している。他の教会としては、バプテスト教会、福音自由教会、フィンランド・ルーテル福音教会、フィンランド正教会、ノキア・リバイバル教会などがある。

## スポーツ

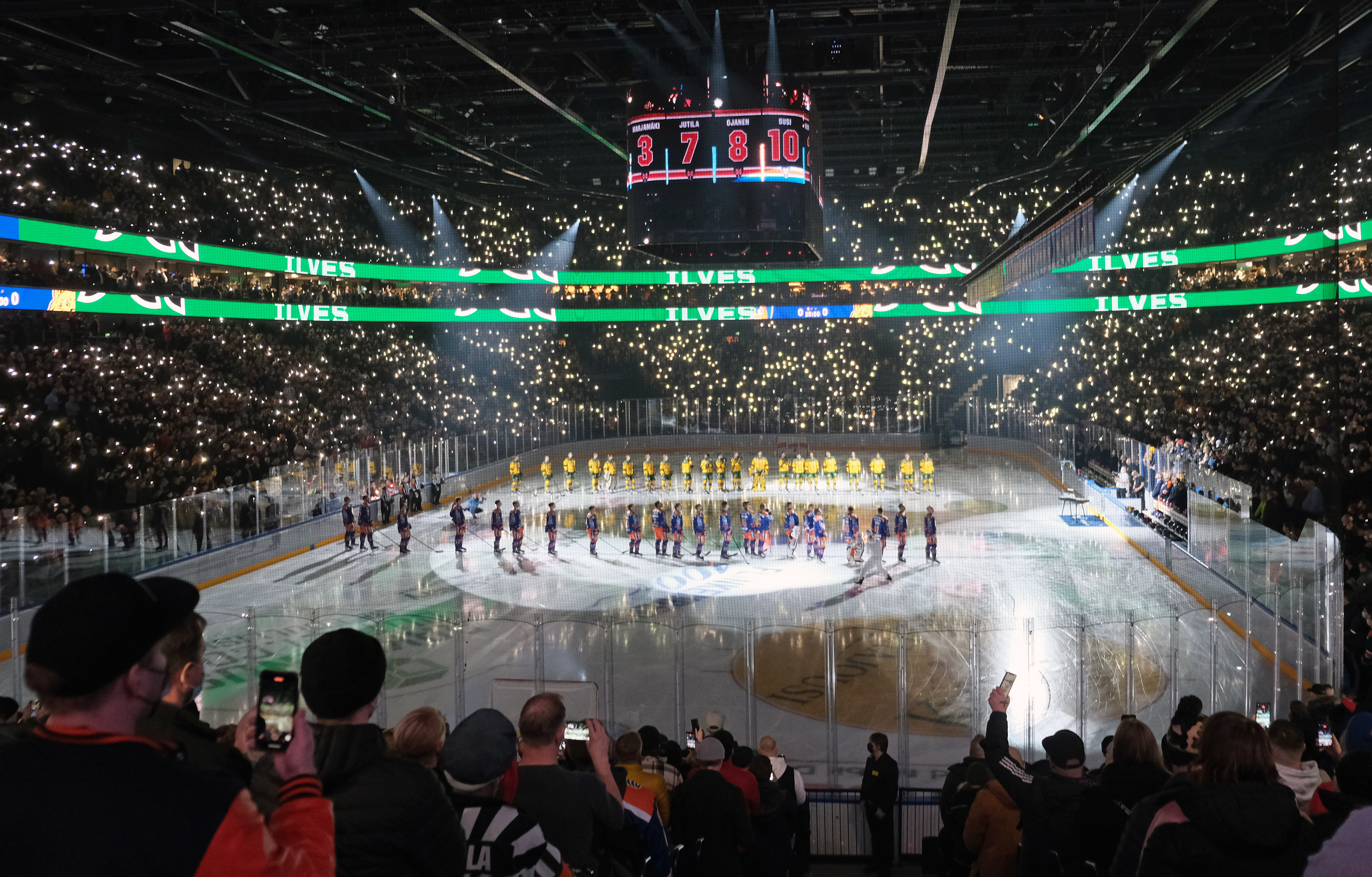
ノキアアリーナのオープニングゲーム。

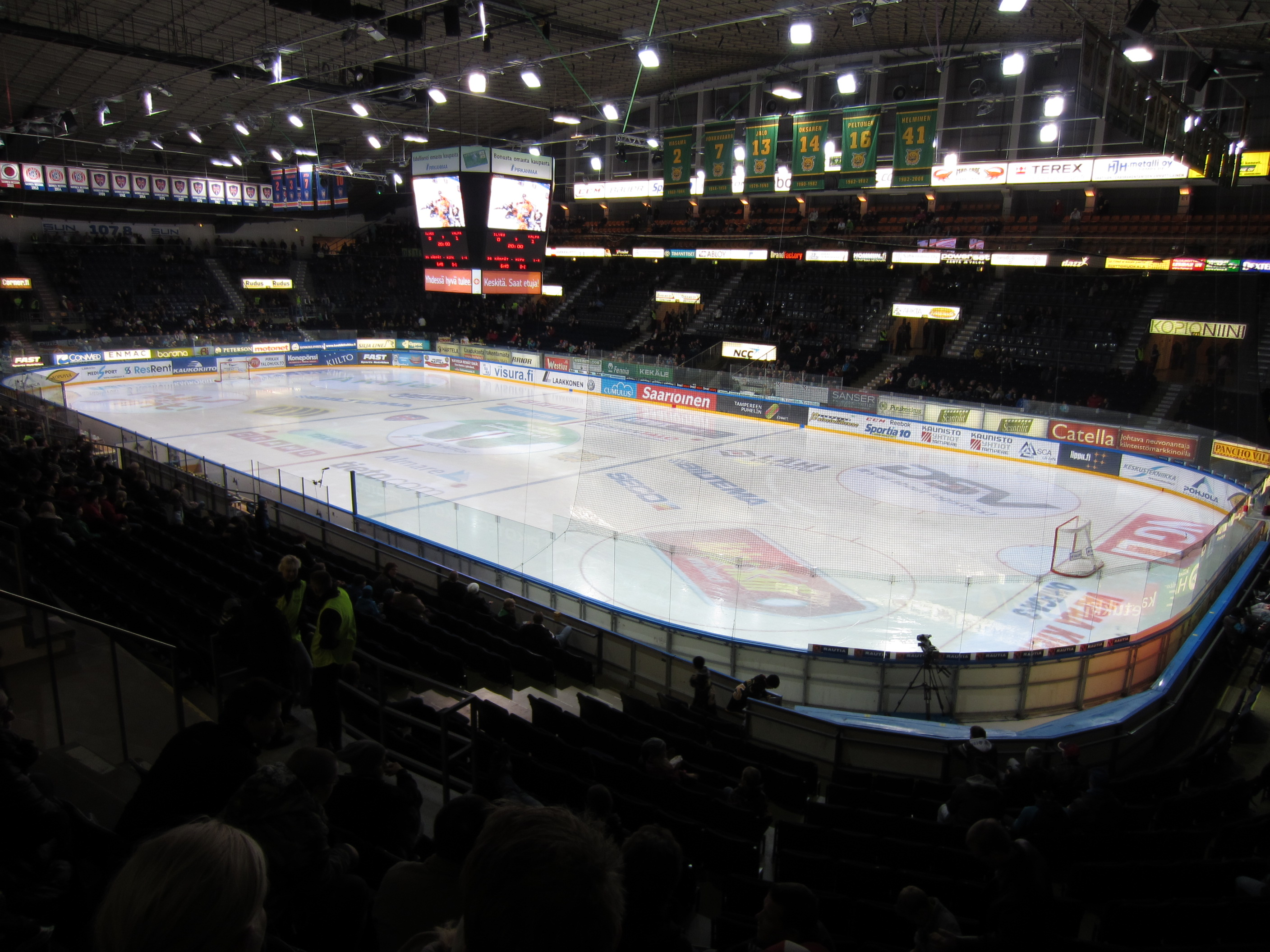
タンペレ・アイス・スタジアム

タンペレでもっとも盛んなスポーツはアイスホッケーであり、フィンランドにおける「アイスホッケーのふるさと」と呼ばれる。フィンランドで初めて建設されたアイスホッケー用のアリーナはタンペレ・アイス・スタジアムであり、またフィンランドホッケーの殿堂（フィンランドアイスホッケー博物館）がある。フィンランド初のアイスホッケーの試合はタンペレにあるピュハ湖の氷上で行われた。全国リーグであるSMリーガに所属するアイスホッケークラブにはイルヴェスとタッパラの2クラブがあり、タッパラは10回（1位タイ）、イルヴェスは1回優勝している。
タンペレではサッカーも人気がある。1931年創設のFCイルヴェスは1983年にヴェイッカウスリーガで優勝した。1998年にはタンペレ・ユナイテッドが設立され、2001年・2006年・2007年にヴェイッカウスリーガで優勝したが、2011年に解散した。バスケットボールクラブのTampereen Pyrintöは2010年と2011年と2014年にフィンランドリーグで優勝した。アメリカンフットボールのタンペレ・セインツが本拠地を置いており、2015年にはディビジョン2で優勝してディビジョン1に昇格した。
1952年のヘルシンキオリンピックではサッカー競技の一部がタンペレ・スタディオンで開催された。1965年のアイスホッケー世界選手権や、1967年バスケットボール男子欧州選手権の一部もタンペレで開催されている。1973年と1983年にはカヌースプリント世界選手権の会場となった。1977年には世界ジュニアボート選手権が開催され、1995年には世界ボート選手権が開催された。2009年にはヨーロッパユースオリンピックフェスティバルが開催され、2010年には世界リンゲッテ選手権が開催された。

## 文化

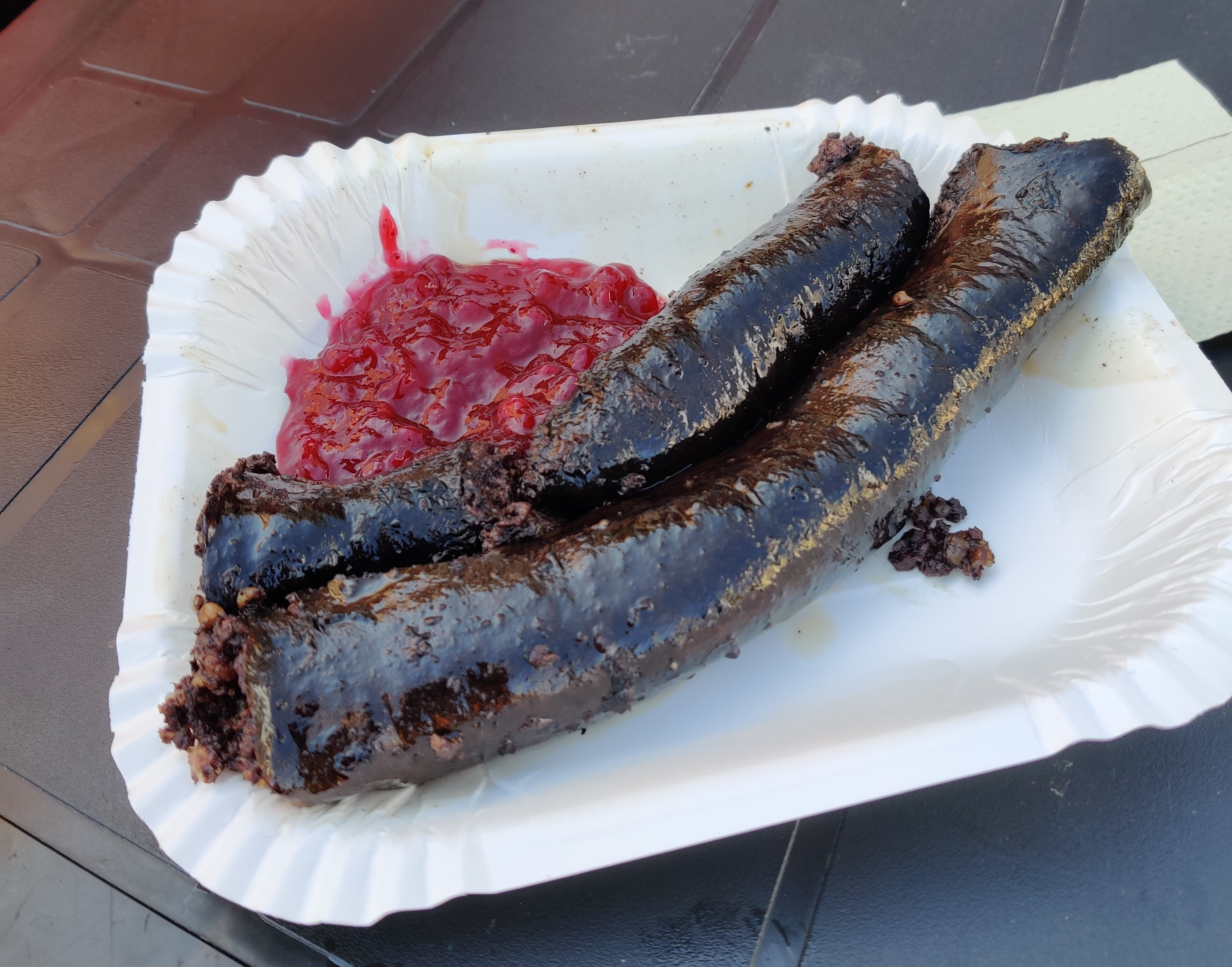
ムスタマッカラ

伝統的なタンペレ料理には、コケモモジャムと一緒に出される「ムスタマッカラ」と呼ばれる黒い色のブラッドソーセージが含まれる。
世界で唯一のムーミン谷博物館は、タンペレのメッソ図書館にある。

## 出身者
小説家のヴァイノ・リンナやカッレ・パータロはタンペレ生まれではないがタンペレで死去した。
- ユーホ・サーリスト(1891-1969) : 陸上競技選手（やり投げ）。1912年ストックホルムオリンピックでメダル2個。
- フーゴ・ラーティネン(1891-1977) : 陸上競技選手（走幅跳・五種競技・十種競技）。1920年アントワープオリンピック五種競技銅メダル。
- ビルホ・ツーロス(1895-1967) : 陸上競技選手（三段跳・走幅跳）。1920年アントワープオリンピック三段跳金メダル。
- マッティ・ヤルビネン(1909-1985) : 陸上競技選手（やり投げ）。1932年ロサンゼルスオリンピックやり投げ金メダル。
- アニヤ・イグナティウス(1911-1995) : ヴァイオリニスト。
- カッレ・ツーロス(1930-2001) : 男子フィギュアスケート選手。
- ラウノ・レティネン(1932-2006) : 作曲家。
- レオ・キンヌネン(1943-2017) : レーシングドライバー。
- ユイセ・レスキネン（英語版）(1950-2006) : シンガーソングライター。
- Kaj Stenvall（英語版）(1951-) : 画家。
- Timo Jutila（英語版）(1963-) : アイスホッケー選手。
- ライモ・ヘルミネン（英語版）(1964-) : アイスホッケー選手。
- Jyrki Lumme（英語版）(1966-) : アイスホッケー選手。
- テッポ・ヌンミネン（英語版）(1968-) : アイスホッケー選手。
- アンナ・ファルチ(1972-) : 女優。
- アンテロ・マンニネン（英語版）(1973-) : 作曲家・チェリスト。
- エリアス・ヴィルヤネン（英語版）(1975-) : ミュージシャン。
- トニ・クイヴァスト（英語版）(1975-) : サッカー選手。
- ヴィレ・ニエミネン(1977-) : アイスホッケー選手。
- トニ・カリオ(1978-) : サッカー選手。
- ティモ・ヴオレンソラ(1979-) : 映画監督。
- Teemu Mäntysaari（英語版）(1987-) : ミュージシャン。
- キーラ・コルピ(1988-) : 女子フィギュアスケート選手。
- グレン・カマラ(1995-) : サッカー選手。
- アンニ・ヤルヴェンパー(2000-) : 女子フィギュアスケート選手。

## 姉妹都市
| - ブラショフ、ルーマニア - ケムニッツ、ドイツ - エッセン、ドイツ - カウナス、リトアニア - キエフ、ウクライナ - クラクスヴィーク、フェロー諸島 - コーパヴォグル、アイスランド - リンツ、オーストリア - ウッチ、ポーランド - ミシュコルツ、ハンガリー | - ノルショーピン、スウェーデン - オーデンセ、デンマーク - オロモウツ、チェコ - シラキューズ、アメリカ合衆国 - タルトゥ、エストニア - トロンハイム、ノルウェー - 広州、中国 - ムワンザ、タンザニア |